# Automatyczny sygnalizator skażeń GSA-12
Automatyczny sygnalizator skażeń GSA-12 – radziecki przyrząd rozpoznania bojowych środków trujących używany między innymi w  Wojsku Polskim.

## Charakterystyka przyrządu
Automatyczny sygnalizator skażeń GSA-12 był przeznaczony do automatycznego wykrywania w powietrzu i sygnalizowania obecności środków fosforoorganicznych typu G i typu V. Detekcję fosforoorganicznych środków trujących oparto na biochemicznej reakcji inhibicji aktywności katalitycznej esterazy cholinowej. Sygnalizator skażeń obsługiwał jeden żołnierz. W skład GSA-12 wchodziły: przyrząd pomiarowy, pulpit sygnalizacji wynośnej, blok zasilania i zestaw środków wskaźnikowych. Automatyczne sygnalizatory skażeń GSA-12 stanowiły wyposażenie samochodów rozpoznania skażeń UAZ-479rs i śmigłowców rozpoznania skażeń Mi-2rs.
Dane taktyczno-techniczne
- reżimy pomiarowe:
  - praca ciągła,
  - praca okresowa,
- reakcja – 270 sekund[a]
- ponowna reakcja:
  - na podzakresie I – po 120 sekundach,
  - na podzakresie II – po 16 minutach,
- bezobsługowa praca:
  - na podzakresie I – 8 godzin,
  - na podzakresie II – 24 godziny,
- podgrzanie badanego powietrza – od 5 do 50 °C,
- temperatura w termostatowej części przyrządu – od 30 do 40 °C.

## Zestaw środków wskaźnikowych do GSA-12
Zestaw produkowany był przez PPH Polskie Odczynniki Chemiczne w Gliwicach.  Były to odczynniki i elementy niezbędne do wykrywania fosforoorganicznych środków trujących. W skład kompletu wchodziły: preparat enzymatyczny, substrat chromogenny, taśma absorpcyjna, bufory, roztwory pomocnicze. 